# Такка перистонадрезная
Такка перистонадрезная, или Такка арроурутовая (лат. Tacca leontopetaloides) — вид многолетних трав из рода Такка семейства Диоскорейные. Ранее род выделяли в отдельное семейство Такковые (Taccaceae).

## Распространение и описание
Наиболее распространённый представитель рода. Растение произрастает на западном побережье тропической Африки, Мадагаскаре, Сейшельских и Маскаренских островах, в Юго-Западной и Южной Азии, Северной Австралии и Океании.
Многолетнее растение травянистого типа. Достигает 3 метров в высоту. Цветки собраны в зонтиковидное верхушечное соцветие, плод — ягода.

## Использование
Клубни содержат крахмал, что делает их важным источником пищи во многих культурах островов Тихого океана, в первую очередь атоллов, в том числе поднятых. Из них изготовляют муку, применяемую для различных пудингов. Сначала клубни перетирают, а затем вымачивают в пресной воде, в которой растворяется крахмал, потом несколько раз промывают, чтобы убрать из крахмала горечь, и сушат.
Стебли такки используются На островах Полинезии для изготовления шляп и рыболовных сетей.